# Palau dels Esports de La Rioja
El Palau dels Esports de La Rioja és un recinte poliesportiu que es troba a la ciutat de Logronyo, a La Rioja. Va ser inaugurat l'any 2003, i és en l'actualitat el recinte cobert per a la pràctica de l'esport més gran de la comunitat autònoma. És el terreny de joc del Club Handbol Ciutat de Logronyo, que competeix en la Lliga ASOBAL.
És també la seu de l'anomenada Casa de les Federacions, en les instal·lacions de les quals s'hi troben les diferents federacions esportives locals.

## Característiques
El Palau està situat a la zona sud de la ciutat, just al costat del camp de futbol de Las Gaunas, amb fàcil accés a través de la circumval·lació de la ciutat HO-20. Compta amb un ampli aparcament que comparteix amb el camp de futbol. Ve a suplir una de les grans mancances de la ciutat de Logronyo pel que fa a instal·lacions esportives, ja que fins a la seva inauguració no es comptava amb un recinte d'aquestes característiques.
La capacitat és de 3.809 espectadors, ampliable fins als 4500 mitjançant l'ús de graderies telescòpiques. Disposa de tota mena de facilitats d'accés per a persones amb discapacitat, que compten amb 12 places reservades.

## Esdeveniments

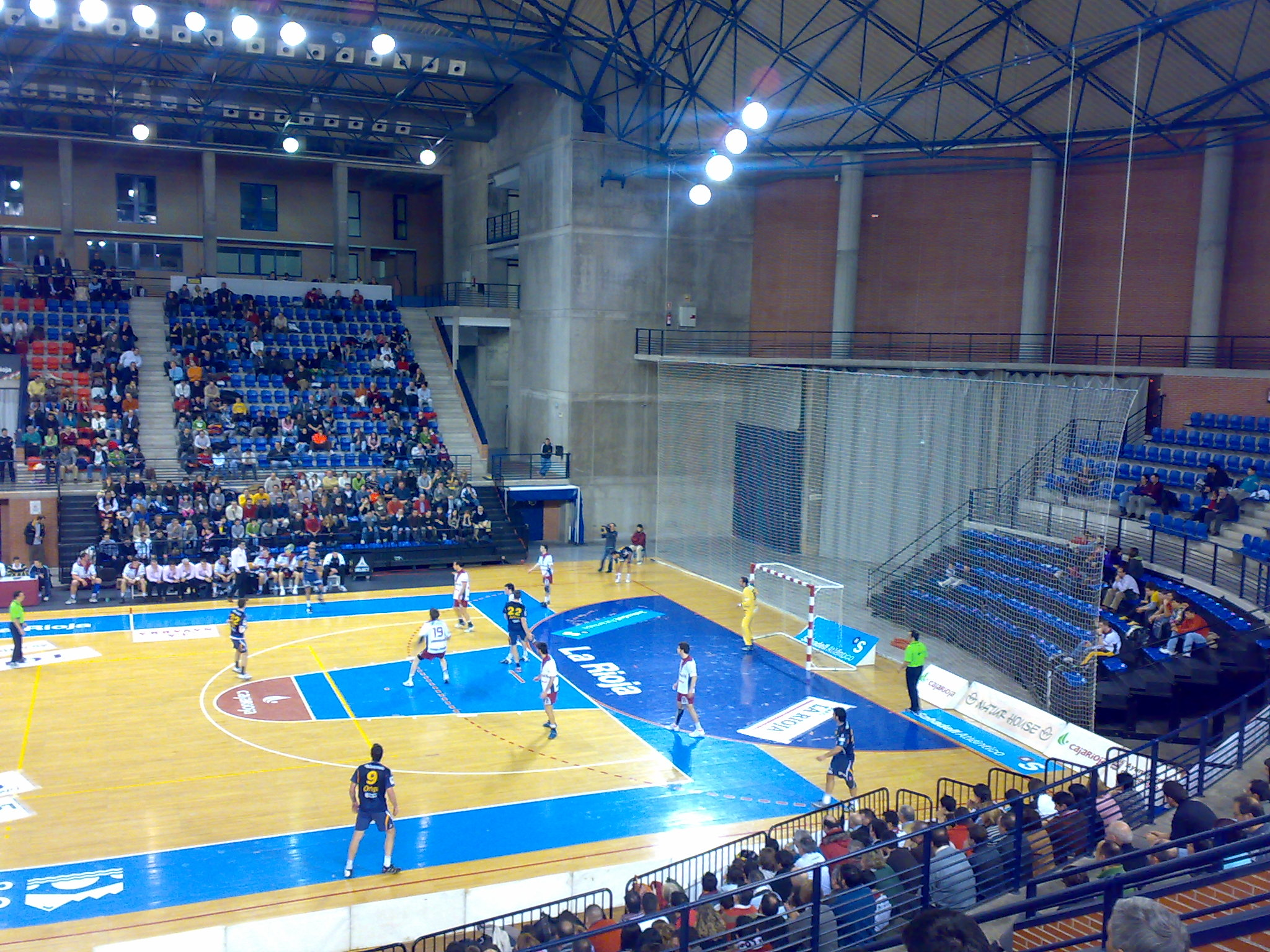
Partit del Ciutat de Logronyo en el Palau dels Esports.

A més dels partits del Ciutat de Logronyo i els del CB Caja Rioja de bàsquet, el recinte ha albergat nombrosos esdeveniments, tals com a Campionats d'Espanya en categories inferiors de diversos esports, o partits amistosos de seleccions nacionals, com la d'handbol, la de futbol sala o la de bàsquet.
Al marge de l'esport, és també escenari de multitud de concerts. Artistes com Malú, Estopa, Mandra, Bunbury, Melendi, Homes G o Fito i Fitipaldis han actuat allí, entre molts uns altres. A més, és el recinte que s'utilitza per als concerts del festival de cultures contemporànies Actual, que cada any se celebra a Logronyo a principis de gener.